# Star (Carolina del Nord)
Star és una població dels Estats Units a l'estat de Carolina del Nord. Segons el cens del 2000 tenia 807 habitants.

## Demografia
Segons el cens del 2000, Star tenia 807 habitants, 335 habitatges i 211 famílies. La densitat de població era de 257,5 habitants per km².
Dels 335 habitatges en un 29% hi vivien nens de menys de 18 anys, en un 43,9% hi vivien parelles casades, en un 14,6% dones solteres, i en un 37% no eren unitats familiars. En el 33,7% dels habitatges hi vivien persones soles el 14,9% de les quals corresponia a persones de 65 anys o més que vivien soles. El nombre mitjà de persones vivint en cada habitatge era de 2,37 i el nombre mitjà de persones que vivien en cada família era de 3,04.
Per edats la població es repartia de la següent manera: un 25,4% tenia menys de 18 anys, un 10% entre 18 i 24, un 25,3% entre 25 i 44, un 24,3% de 45 a 60 i un 15% 65 anys o més.
L'edat mediana era de 36 anys. Per cada 100 dones de 18 o més anys hi havia 87 homes.
La renda mediana per habitatge era de 26.845 $ i la renda mediana per família de 32.083 $. Els homes tenien una renda mediana de 26.563 $ mentre que les dones 22.344 $. La renda per capita de la població era de 20.300 $. Entorn del 12,1% de les famílies i el 18,1% de la població estaven per davall del llindar de pobresa.

## Poblacions més properes
El següent diagrama mostra les poblacions més properes.